# Зульцбах (Саар)
Зульцбах (нем. Sulzbach/Saar) — город в Германии, в земле Саар. Входит в состав района Саарбрюкен. Население составляет 17,5 тыс. человек (2010). Занимает площадь 16,12 км². Официальный код — 10 0 41 518. Город подразделяется на 6 городских районов.

## География

### Положение
Город расположен в верхней долине Sulzbachtal в районе угольного леса Саара (нем. Saarkohlenwald), примерно на 10 километров северо-восточнее Саарбрюккена и на 4 километра северо-западнее Санкт-Ингберта.

### Районы
Город подразделяется на следующие районы: Альтенвальд, Брефельд, Хюнерфельд, Нойвайлер, Шнаппах а также центральный район (нем. Sulzbach Mitte).

### Климат

Диаграмма осадков (Niederschlagsdiagramm)

Норма осадков составляет 922 мм в год, вследствие чего он находится в верхней трети (79 %) территорий Германии по количеству осадков. Наименьшее количество осадков приходится на апрель, наибольшее — на декабрь, когда выпадает примерно на 60 % больше осадков чем в самый засушливый месяц. По изменению средего количества осадков город находится в нижней трети территорий (24 %).

## История
Первое письменное упоминание деревни Зульцбах датируется 1346 годом. Точная дата основания неизвестна. Город получил название от протекающего через него ручья Зульцбах (нем. Sulzbach). Можно с уверенностью утверждать, что город был основан позднее раннего средневековья, так как лишь в период высокого средневековья получило распространение название поселений от водоёмов. По этой причине полагается, что город был основан в XII или XIII веке. Данное предположение подтверждается расположением города в неплодородном угольном лесу Саара. От Дудвайлера, первые упоминания которого приходятся на 977 год, расположенного у окончания долины ручья, происходило заселение в сторону истока. Так Фридрихсталь, расположенный на истоке ручья, был основан лишь в 1723 году.